# جويل ماسون
جويل ماسون (بالإنجليزية: Joel Mason)‏ (12 مارس 1912 في الولايات المتحدة - 31 أكتوبر 1995 في الولايات المتحدة) هو مدرب كرة سلة ولاعب كرة قدم أمريكية ولاعب كرة سلة أمريكي في مركز خلفية ‏. لعب مع أريزونا كاردينالز وغرين باي باكرز.

## وصلات خارجية
- جويل ماسون على موقع كلية كرة السلة في سبورتس رفرنس.كوم (الإنجليزية)
- جويل ماسون على موقع سبورتس رفرنس (الإنجليزية)
- جويل ماسون على موقع مرجع كرة القدم المحترفة.كوم (الإنجليزية)